# والي لامب
والي لامب (بالإنجليزية: Wally Lamb)‏ (17 أكتوبر 1950، نورويتش في الولايات المتحدة)؛ كاتب وروائي أمريكي. درس في جامعة كونيتيكت.